# Basim
Anis Basim Moujahid (4 juli 1992), beter bekend als Basim, is een Deense/Marokkaanse zanger.

## Biografie
Basim brak door in Denemarken door zijn deelname aan X Factor in 2008. Hij haalde daarin de kwartfinale. Later dat jaar bracht hij zijn debuutalbum uit, onder de titel Alt Det Jeg Ville Have Sagt. Een jaar later volgde Befri Dig Selv. Hij nam deel aan Dansk Melodi Grand Prix 2014, de Deense nationale preselectie voor het Eurovisiesongfestival 2014. Met het nummer Cliche love song wist hij uiteindelijk de eindoverwinning in de wacht te slepen, waardoor hij het gastland mocht vertegenwoordigen op het Eurovisiesongfestival 2014, dat in de Deense hoofdstad Kopenhagen plaatsvond, tevens zijn woonplaats. Tijdens de finale van de Eurovisiesongfestival 2014 eindigde het liedje op de 9e plaats.
In 2024 deed hij opnieuw mee aan Dansk Melodi Grand Prix, met het nummer Johnny. Uiteindelijk eindigde hij als tweede in de nationale finale.

## Discografie

### Singles
| Single met eventuele hitnotering(en) in de Nederlandse Top 40 | Datum van verschijnen | Datum van binnenkomst | Hoogste positie | Aantal weken | Opmerkingen                                                        |
| ------------------------------------------------------------- | --------------------- | --------------------- | --------------- | ------------ | ------------------------------------------------------------------ |
| Cliche love song                                              | 2014                  | -                     |                 |              | Inzending Eurovisiesongfestival 2014 / Nr. 71 in de Single Top 100 |

| Single met hitnotering(en) in de Vlaamse Ultratop 50 | Datum van verschijnen | Datum van binnenkomst | Hoogste positie | Aantal weken | Opmerkingen                          |
| ---------------------------------------------------- | --------------------- | --------------------- | --------------- | ------------ | ------------------------------------ |
| Cliche love song                                     | 2014                  | 17-05-2014            | tip68           | -            | Inzending Eurovisiesongfestival 2014 |

1957: Birthe Wilke & Gustav Winckler · 
1958: Raquel Rastenni · 
1959: Birthe Wilke · 
1960: Katy Bødtger · 
1961: Dario Campeotto · 
1962: Ellen Winther · 
1963: Grethe & Jørgen Ingmann · 
1964: Bjørn Tidmand · 
1965: Birgit Brüel · 
1966: Ulla Pia · 
1978: Mabel · 
1979: Tommy Seebach · 
1980: Bamses Venner · 
1981: Tommy Seebach & Debbie Cameron · 
1982: Brixx · 
1983: Gry Johansen · 
1984: Hot Eyes · 
1985: Hot Eyes · 
1986: Trax · 
1987: Anne Cathrine Herdorf & Bandjo · 
1988: Hot Eyes · 
1989: Birthe Kjær · 
1990: Lonnie Devantier · 
1991: Anders Frandsen · 
1992: Lotte Nilsson & Kenny Lübcke · 
1993: Tommy Seebach Band · 
1995: Aud Wilken · 
1997: Kølig Kaj · 
1999: Michael Teschl & Trine Jepsen · 
2000: Olsen Brothers · 
2001: Rollo & King · 
2002: Malene · 
2004: Tomas Thordarson · 
2005: Jakob Sveistrup · 
2006: Sidsel Ben Semmane · 
2007: DQ · 
2008: Simon Mathew · 
2009: Niels Brinck · 
2010: Chanée & N'evergreen · 
2011: A Friend in London · 
2012: Soluna Samay · 
2013: Emmelie de Forest · 
2014: Basim · 
2015: Anti Social Media · 
2016: Lighthouse X · 
2017: Anja Nissen · 
2018: Rasmussen · 
2019: Leonora · 
2021: Fyr & Flamme · 
2022: REDDI · 
2023: Reiley · 
2024: Saba · 
2025: Sissal